# Slottsparken
Slottsparken er Oslos centrale bypark, som dækker et samlet areal på 22,5 hektar. Parken omgiver Det Kongelige Slott og Slottsplassen.
Området blev købt og udskilt fra flere omkringliggende ejendomme i 1824. Der blev udarbejdet flere planer for regulering og anlæggelse af parken, men man endte af økonomiske grunde med en noget forenklet plan, udarbejdet af slotsarkitekt Hans Linstow og slotsgartner Martin Mortensen. Parken består af store plæner under høje træer, stier , alléer og anlagte søer. Tilsammen er der omkring 2.000 træer i parken.
Anlæggelsen begyndte i 1838 under ledelse af Mortensen, men strakte sig over lang tid på grund af mangel på midler. De fleste af de nuværende træer blev plantet ved anlæggelsen. 
Langs parken ved Parkveien og Wergelandsveien blev boligkvarteret Bak Slottet anlagt fra 1846, efter Linstows planlægning. 
Der blev anlagt et gartneri ved Grotten i 1870'erne, som stadig findes.
I parken blev der efterhånden opstillet statuer og monumenter: Gustav Vigelands statuer af Niels Henrik Abel fra 1908 på Abelhaugen, og af Camilla Collett fra 1911 i parken udenfor slottets nordre fløj. Ved indgangen til Slottsplassens sydlige hjørne fra Henrik Ibsens gade, foran Dronningparken, som i en lang periode var kongehusets private del af parken, står Ada Madsens statue af Dronning Maud fra 1959. Den 21. februar 2007 afslørede kong Harald 5. en statue af sin mor, kronprinsesse Märtha, ved begyndelsen af stien fra Slottsplassens nordre hjørne mod krydset Parkveien/Wergelandsveien. Statuen er udført af billedhuggeren Kirsten Kokkin og var en gave fra Stortinget i anledning af kongens 70-års fødselsdag. 
Den 23. september 1941 blev Snorremonumentet afsløret af Gulbrand Lunde, der var kulturminister i Vidkun Quislings anden regering, i anledning af 700-årsdagen for Snorre Sturlassons fødsel. Dette monument blev fjernet og sikkert også ødelagt ved befrielsen ved afslutningen af 2. verdenskrig i 1945.